# كأس آيسلندا 2016
كأس آيسلندا 2016 (بالآيسلندية: Borgunarbikar karla í knattspyrnu 2016) هو الموسم 57 من كأس آيسلندا. أقيم خلال الفترة 27 أبريل 2016 وحتى 13 أغسطس 2016، وأشرف على تنظيمه اتحاد آيسلندا لكرة القدم، وكان عدد الأندية المشاركة فيه 52، وفاز فيه Valur (club) ‏.